# Histricide
Histricidele (Hystricidae) sau porcii spinoși din Lumea Veche sunt o familie de rozătoare de talie mijlocie sau mică, scurmătoare, cu corpul acoperit pe spate și laturi cu țepi sau cu peri lungi, groși și rigizi. Picioarele anterioare au gheare puternice, adaptate la săpat. Clavicula este rudimentară. Sunt răspândite în regiunile calde din Africa, sudul Europei, sudul Asiei. Porcul spinos cu coamă (Hystrix cristata) este răspândit în țările din jurul Mării Mediterane; ziua o petrece în galerii subterane săpate de el.

## Descrierea
Lungimea corpului (cap + trunchi) = 35–93 cm, coada = 2,5–26 cm. Greutatea = 1,5–30 kg. Longevitatea este de 12-15 de ani în stare liberă; în captivitate până la 20 de ani.
Capul este mare, cu un bot scurt și bont. Gâtul slab evidențiat. Coada scurtă sau lungă, dar mai mică decât lungimea corpului.
Cea mai mare parte a suprafeței corpului este acoperită cu țepi, dintre care unii ating o lungime considerabilă (până la 35 cm la Hystrix). Părul se păstrează numai pe suprafața ventrală a corpului, părțile distale ale membrelor și pe bot. Pe coada se află țepi caracteristici modificați.
Membrele plantigrade sunt scurte, puternice. Membrele anterioare cu trei sau patru degete. Membrele posterioare cu cinci degete. Primul deget al membrelor posterioare foarte redus. Degetele sunt prevăzute cu gheare puternice. Tălpile fără păr, netede.
Culoarea corpului este monocromatică, cafeniu-închisă sau negricioasă. Țepii lungi au inele albe și negre alternante.
Au 2 sau 3 perechi de mamele.

## Distribuția geografică
Sunt răspândite în regiunile calde din Africa, sudul Europei, sudul Asiei, la nord până în Caucaz, munții din Asia Centrală și Himalaya.

## Habitatul
Trăiesc în pădurile și silvostepele din regiunile subtropicale și tropicale. Se găsesc și la poalele munților, în munți, uneori și în deșert. Urcă în munți până la 3900 m deasupra nivelului mării.

## Comportamentul
Sunt activi în amurg și noaptea. Nu hibernează, în vremea rece au însă o  activitate redusă.
Se adăpostesc în peșteri naturale și gropi sau în galerii complicate, lungi și adânci, de obicei prevăzute cu un culcuș. Galeriile temporare sunt simple, scurte și superficiale. Pot se îndepărta de galerii în căutarea hranei la o distanță de 10-15 km.

## Hrana
Se hrănesc cu părțile subterane sau supraterane ale plantelor.

## Reproducerea
Nasc de obicei o singură dată pe an 1-4 (de obicei 1-2) pui. Durata gestației 93–110 de zile. Puii se nasc cu țepi moi și ochii deschiși. În prima săptămână de viață, țepii devin aspri.

## Importanța
Pe alocuri pot provoca daune agriculturii. Sunt vânați pentru carnea lor este comestibilă.

## Sistematica
Familia cuprinde 3 genuri și 11 specii existente și 3 genuri fosile: 
- Genul Atherurus

Atherurus africanus
Atherurus macrourus
- Genul Hystrix

Subgenul Hystrix
Hystrix africaeaustralis
Hystrix cristata
Hystrix indica
Subgenul Acanthion
Hystrix brachyura
Hystrix javanica
Subgenul Thecurus
Hystrix crassispinis
Hystrix pumila
Hystrix sumatrae
- Genul Trichys

Trichys fasciculata
- Genul  †Miohystrix
- Genul  †Xenohystrix
- Genul  †Sivacanthion